# Euptychia purusana
Euptychia purusana är en fjärilsart som beskrevs av Aurivillius 1929. Euptychia purusana ingår i släktet Euptychia och familjen praktfjärilar. Inga underarter finns listade i Catalogue of Life.